# Cutting California Redwoods
Cutting California Redwoods è un cortometraggio muto del 1912 diretto da Gilbert M. 'Broncho Billy' Anderson. La sua partecipazione alla produzione del film e alla sua sceneggiatura non è confermata.
La pellicola è un documentario sul taglio delle sequoie in California.

## Produzione
Il film fu prodotto dalla Essanay Film Manufacturing Company.

## Distribuzione
Distribuito dalla General Film Company, il film - un cortometraggio in una bobina - uscì nelle sale cinematografiche USA il 14 novembre 1912.